# Alyssum smolikanum
Alyssum smolikanum là một loài thực vật có hoa trong họ Cải. Loài này được Nyár. mô tả khoa học đầu tiên năm 1929.